# Heiwiller
Heiwiller là một xã ở tỉnh Haut-Rhin trong vùng Grand Est ở đông bắc Pháp. Xã này có diện tích 2,04 km², dân số năm 1999 là 191 người. Khu vực này có độ cao 310 mét trên mực nước biển.